# Walter Schmid (Jurist)
Walter U. Schmid (* 11. April 1953 in Zürich) ist ein Schweizer Jurist und Sozialexperte.
Schmid studierte Rechtswissenschaft an der Universität Lausanne und an der Universität Zürich. 1979 erwarb er das Anwaltspatent. Nach einem Forschungsaufenthalt an der Stanford University promovierte er 1981 in Zürich. Von 1982 bis 1991 war er Zentralsekretär der Schweizerischen Flüchtlingshilfe. Anschliessend war er bis ins Jahr 2000 Leiter des Amtes für Jugend- und Sozialhilfe der Stadt Zürich, ehe er drei Jahre lang als Projektleiter des Bundesrates für die Verwendung der Goldreserven und die Solidaritätsstiftung tätig.
Von 2003 bis 2016 war Schmid Direktor des Departements Soziale Arbeit an der Hochschule Luzern. Er war gleichzeitig Leiter des Ressorts Ausbildung, Mitglied der Hochschulleitung sowie Stellvertreter des Rektors. Schmid wird mit einem Teilpensum als Dozent und Projektleiter weiterhin an der Hochschule Luzern tätig sein. Er war unter anderem Vizepräsident der Eidgenössischen Kommission für Ausländerfragen (EKA) sowie Chair des European Councils on Refugees and Exiles. Von 1999 bis 2014 war er Präsident der in Bern ansässigen Schweizerischen Konferenz für Sozialhilfe (SKOS).
Seit Anfang 2018 ist Schmid Stiftungsratspräsident des Hilfswerks der Evangelischen Kirche Schweiz (HEKS), er folgte auf Claude Ruey. Bereits von 2006 bis 2013 war Schmid Mitglied des Stiftungsrates.
Walter Schmid ist verheiratet, Vater von zwei erwachsenen Kindern und wohnt in Winterthur.